# Callimation venustum
Callimation venustum es una especie de escarabajo longicornio del género Callimation, tribu Tragocephalini, familia Cerambycidae. Fue descrita científicamente por Guérin-Méneville en 1844.
Se distribuye por Madagascar. Mide 16-20 milímetros de longitud. El período de vuelo ocurre en los meses de julio y agosto.